# Saint-Cirgues-la-Loutre
Pour les articles homonymes, voir Saint-Cirgues.
Saint-Cirgues-la-Loutre est une commune française située dans le département de la Corrèze, en région Nouvelle-Aquitaine.

## Géographie
Au sud du département de la Corrèze, en Xaintrie, la commune de Saint-Cirgues-la-Loutre est bordée au sud-est par la Maronne, et traversée par son affluent la Glane d'Ancèze (ou Glane de Malesse). Elle est limitrophe du Cantal et de la région Auvergne-Rhône-Alpes.
Le bourg de Saint-Cirgues-la-Loutre, au croisement des routes départementales (RD) 13 et 111, se situe, en distances orthodromiques, treize kilomètres à l'est d'Argentat.
La commune est également desservie par la RD 111E2.

### Communes limitrophes
Saint-Cirgues-la-Loutre est limitrophe de cinq autres communes, dont deux dans le département du Cantal.
Les communes limitrophes sont  Cros-de-Montvert, Rouffiac, Saint-Geniez-ô-Merle, Saint-Julien-aux-Bois et Saint-Privat.
| Saint-Privat         |                         | Saint-Julien-aux-Bois     |
|                      | Saint-Cirgues-la-Loutre |                           |
| Saint-Geniez-ô-Merle | Rouffiac (Cantal)       | Cros-de-Montvert (Cantal) |

### Climat
Pour des articles plus généraux, voir Climat de la Nouvelle-Aquitaine et Climat de la Corrèze.
Historiquement, la commune est exposée à un climat montagnard.  
En 2020, Météo-France publie une typologie des climats de la France métropolitaine dans laquelle la commune est exposée à un climat de montagne et est dans la région climatique  Ouest et nord-ouest du Massif Central, caractérisée par une pluviométrie annuelle de 900 à 1 500 mm, maximale en automne et en hiver.
Pour la période 1971-2000, la température annuelle moyenne est de 11,3 °C, avec  une amplitude thermique annuelle de 15,5 °C. Le cumul annuel moyen de précipitations est de 1 311 mm, avec 12,5 jours de précipitations en janvier et 8 jours en juillet. Pour la période 1991-2020, la température moyenne annuelle observée sur la station météorologique la plus proche, située sur la commune de Saint-Privat à 7 km à vol d'oiseau, est de 10,7 °C et le cumul annuel moyen de précipitations est de 1 324,6 mm,. Pour l'avenir, les paramètres climatiques de la commune estimés pour 2050 selon différents scénarios d’émission de gaz à effet de serre sont consultables sur un site dédié publié par Météo-France en novembre 2022.

## Urbanisme

### Typologie
Au 1er janvier 2024, Saint-Cirgues-la-Loutre est catégorisée commune rurale à habitat très dispersé, selon la nouvelle grille communale de densité à 7 niveaux définie par l'Insee en 2022.
Elle est située hors unité urbaine et hors attraction des villes,.

### Occupation des sols
L'occupation des sols de la commune, telle qu'elle ressort de la base de données européenne d’occupation biophysique des sols Corine Land Cover (CLC), est marquée par l'importance des forêts et milieux semi-naturels (52,1 % en 2018), en diminution par rapport à 1990 (56,4 %). La répartition détaillée en 2018 est la suivante : 
forêts (52,1 %), prairies (44 %), zones agricoles hétérogènes (3,9 %).
L'évolution de l’occupation des sols de la commune et de ses infrastructures peut être observée sur les différentes représentations cartographiques du territoire : la carte de Cassini (XVIIIe siècle), la carte d'état-major (1820-1866) et les cartes ou photos aériennes de l'IGN pour la période actuelle (1950 à aujourd'hui).

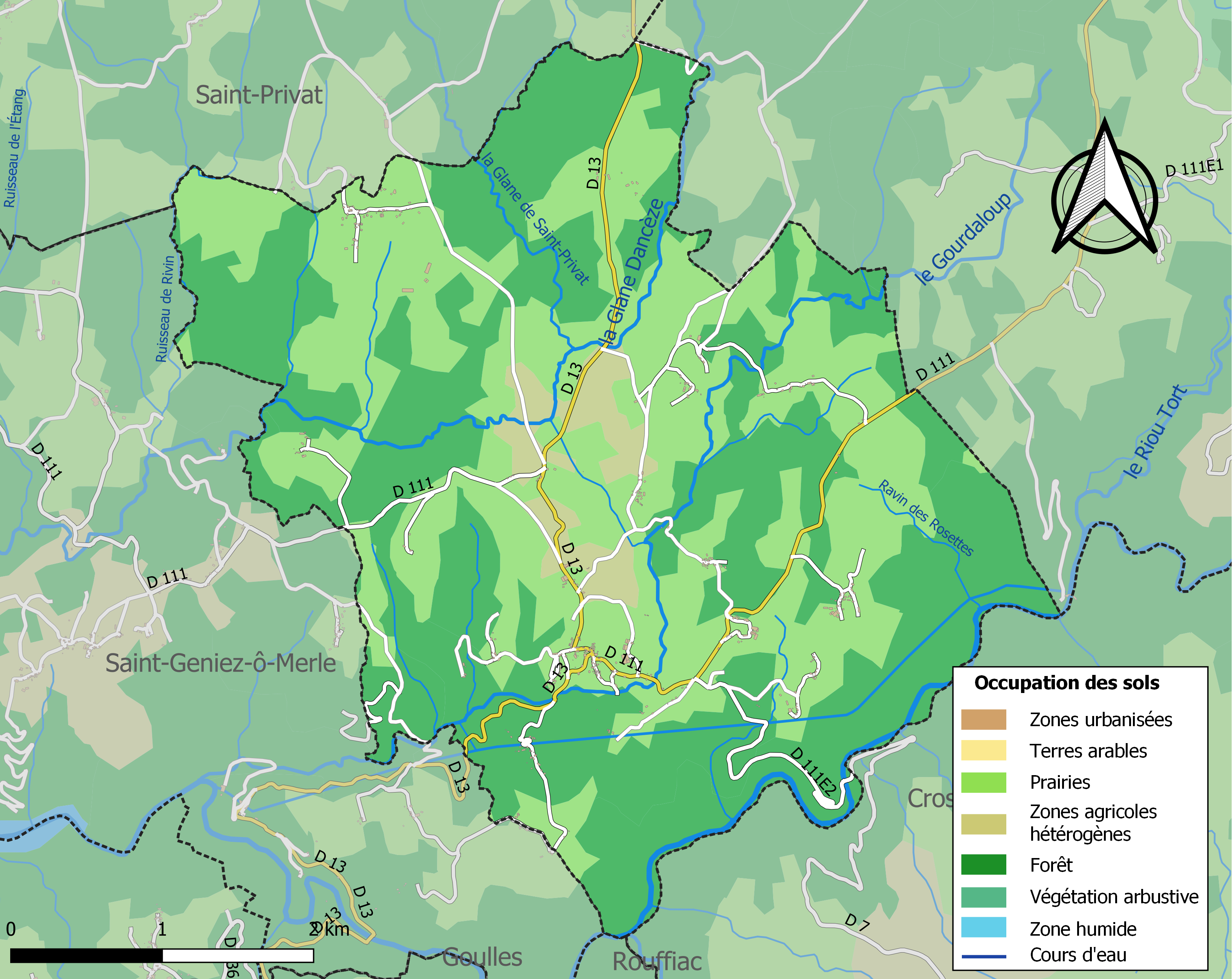
Carte des infrastructures et de l'occupation des sols de la commune en 2018 (CLC).

### Risques majeurs
Le territoire de la commune de Saint-Cirgues-la-Loutre est vulnérable à différents aléas naturels : météorologiques (tempête, orage, neige, grand froid, canicule ou sécheresse), feux de forêts et séisme (sismicité très faible). Il est également exposé à un risque technologique, la rupture d'un barrage, et à un risque particulier : le risque de radon. Un site publié par le BRGM permet d'évaluer simplement et rapidement les risques d'un bien localisé soit par son adresse soit par le numéro de sa parcelle.

#### Risques naturels

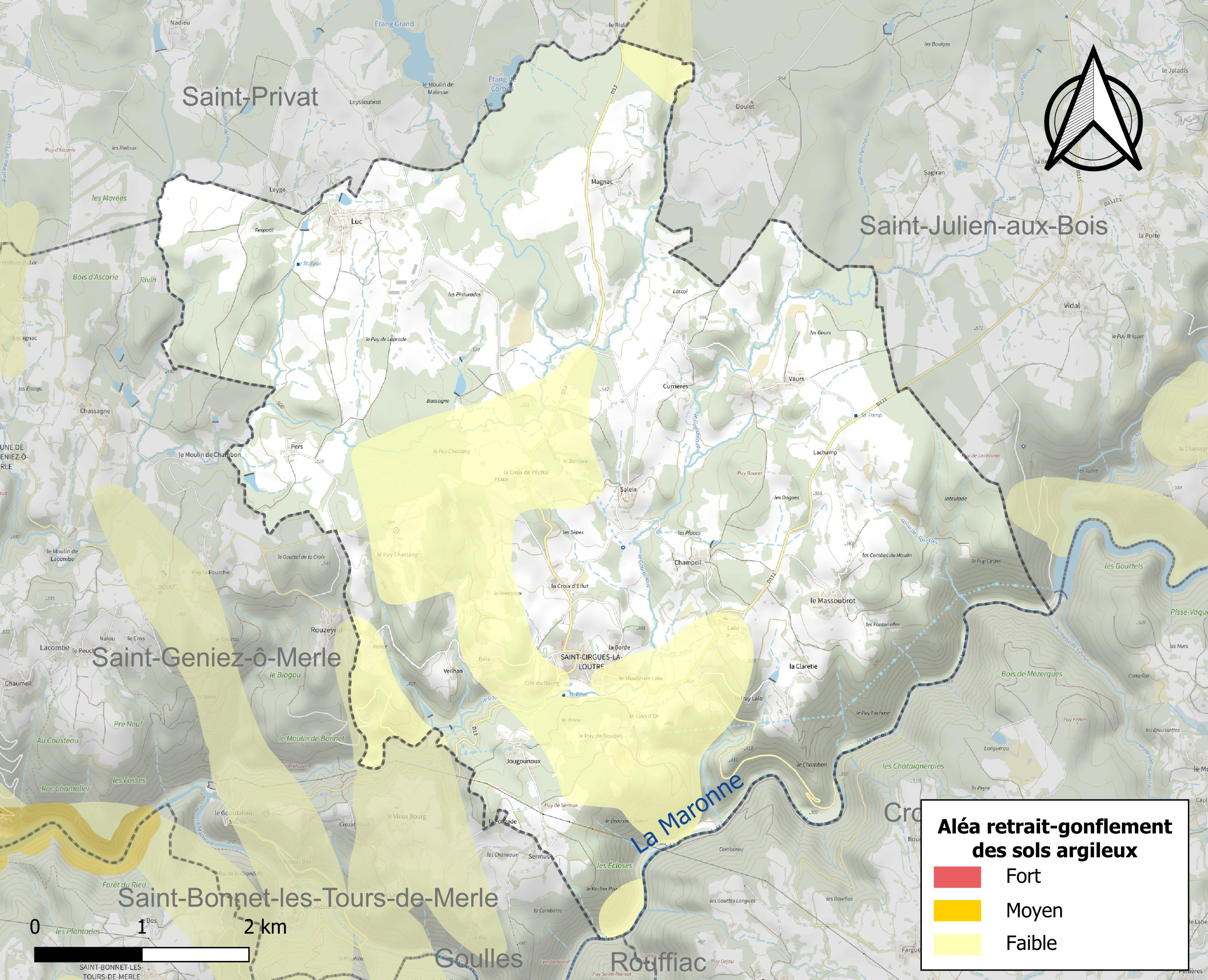
Carte des zones d'aléa retrait-gonflement des sols argileux de Saint-Cirgues-la-Loutre.

Le retrait-gonflement des sols argileux est susceptible d'engendrer des dommages importants aux bâtiments en cas d’alternance de périodes de sécheresse et de pluie. Aucune partie du territoire de la commune n'est en aléa moyen ou fort (26,8 % au niveau départemental et 48,5 % au niveau national). Sur les 184 bâtiments dénombrés sur la commune en 2019,  aucun n'est en aléa moyen ou fort, à comparer aux 36 % au niveau départemental et 54 % au niveau national. Une cartographie de l'exposition du territoire national au retrait gonflement des sols argileux est disponible sur le site du BRGM,.
Concernant les feux de forêt, aucun plan de prévention des risques incendie de forêt (PPRIF) n’a été établi en Corrèze, néanmoins le code de l’urbanisme impose la prise en compte des risques dans les documents d’urbanisme. Le périmètre des servitudes d'utilité publique et des zones d'obligation légale de débroussaillement pour les particuliers est quant à lui défini pour la commune dans une carte dédiée. 
La commune a été reconnue en état de catastrophe naturelle au titre des dommages causés par les inondations et coulées de boue survenues en 1982, 1999 et 2007. Concernant les mouvements de terrains, la commune a été reconnue en état de catastrophe naturelle au titre des dommages causés par des mouvements de terrain en 1999.

#### Risques technologiques
La commune est en outre située en aval du barrage d'Enchanet, un ouvrage de classe A situé dans le Cantal et disposant d'une retenue de 92,7 millions de mètres cubes. À ce titre elle est susceptible d’être touchée par l’onde de submersion consécutive à la rupture de cet ouvrage.

#### Risque particulier
Dans plusieurs parties du territoire national, le radon, accumulé dans certains logements ou autres locaux, peut constituer une source significative d’exposition de la population aux rayonnements ionisants. Certaines communes du département sont concernées par le risque radon à un niveau plus ou moins élevé. Selon la classification de 2018, la commune de Saint-Cirgues-la-Loutre est classée en zone 3, à savoir zone à potentiel radon significatif. 

## Toponymie
Le nom de la commune provient de saint Cyr, honoré dans l'église paroissiale qui porte son nom, dont une des formes occitanes du nom est Cirgue. Le -s final ne s'explique pas par l'évolution phonétique normale de Cyricus, puisque dans les mots latins en -us, la consonne disparaît à date ancienne.

## Histoire
Sous la Révolution française, pour suivre un décret de la Convention, la commune change de nom pour Cirgue-l'Eyge.
En 1919, la commune de Saint-Cirgues prend le nom de Saint-Cirgues-la-Loutre.

## Politique et administration
| Période                                  | Période         | Identité         | Étiquette | Qualité   |
| ---------------------------------------- | --------------- | ---------------- | --------- | --------- |
| Les données manquantes sont à compléter. |                 |                  |           |           |
|                                          |                 |                  |           |           |
| mars 2001                                | 25 Juillet 2011 | Auguste Molinier | PS        |           |
| 2012                                     | avril 2014      | Jeanne Pers      |           | Retraitée |
| avril 2014                               | En cours        | Aline Clavière   |           | Retraitée |

## Démographie
Les habitants de Saint-Cirgues-la-Loutre sont appelés Saint-Cirgois.
L'évolution du nombre d'habitants est connue à travers les recensements de la population effectués dans la commune depuis 1793. Pour les communes de moins de 10 000 habitants, une enquête de recensement portant sur toute la population est réalisée tous les cinq ans, les populations de référence des années intermédiaires étant quant à elles estimées par interpolation ou extrapolation. Pour la commune, le premier recensement exhaustif entrant dans le cadre du nouveau dispositif a été réalisé en 2008.

En 2022, la commune comptait 179 habitants, en évolution de +1,13 % par rapport à 2016 (Corrèze : −0,59 %, France hors Mayotte : +2,11 %).
| 1793  | 1800 | 1806 | 1821 | 1831  | 1836  | 1841 | 1846 | 1851 |
| ----- | ---- | ---- | ---- | ----- | ----- | ---- | ---- | ---- |
| 1 080 | 862  | 918  | 999  | 1 051 | 1 057 | 988  | 964  | 912  |

| 1856 | 1861 | 1866 | 1872 | 1876 | 1881 | 1886 | 1891 | 1896 |
| ---- | ---- | ---- | ---- | ---- | ---- | ---- | ---- | ---- |
| 927  | 928  | 912  | 873  | 801  | 794  | 776  | 803  | 766  |

| 1901 | 1906 | 1911 | 1921 | 1926 | 1931 | 1936 | 1946  | 1954 |
| ---- | ---- | ---- | ---- | ---- | ---- | ---- | ----- | ---- |
| 742  | 731  | 641  | 508  | 449  | 421  | 447  | 1 165 | 436  |

| 1962 | 1968 | 1975 | 1982 | 1990 | 1999 | 2006 | 2008 | 2013 |
| ---- | ---- | ---- | ---- | ---- | ---- | ---- | ---- | ---- |
| 385  | 362  | 304  | 267  | 230  | 188  | 194  | 196  | 175  |

| 2018 | 2022 | - | - | - | - | - | - | - |
| ---- | ---- | - | - | - | - | - | - | - |
| 175  | 179  | - | - | - | - | - | - | - |

## Culture locale et patrimoine

### Lieux et monuments
L'église Saint-Cyr-Sainte-Julitte, édifiée au XVe siècle, est inscrite au titre des monuments historiques par arrêté du 26 novembre 1928.

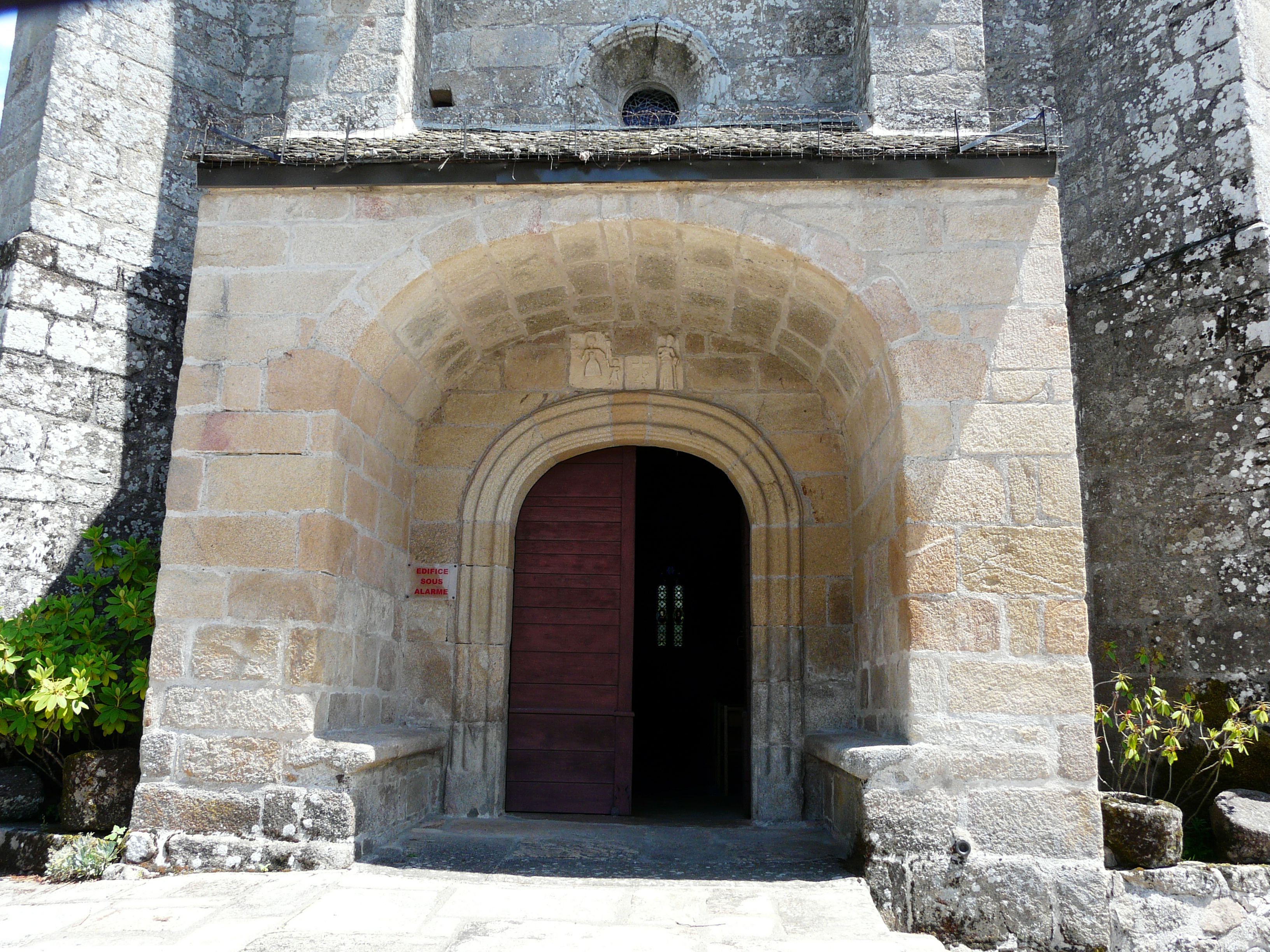
Le portail de l'église.
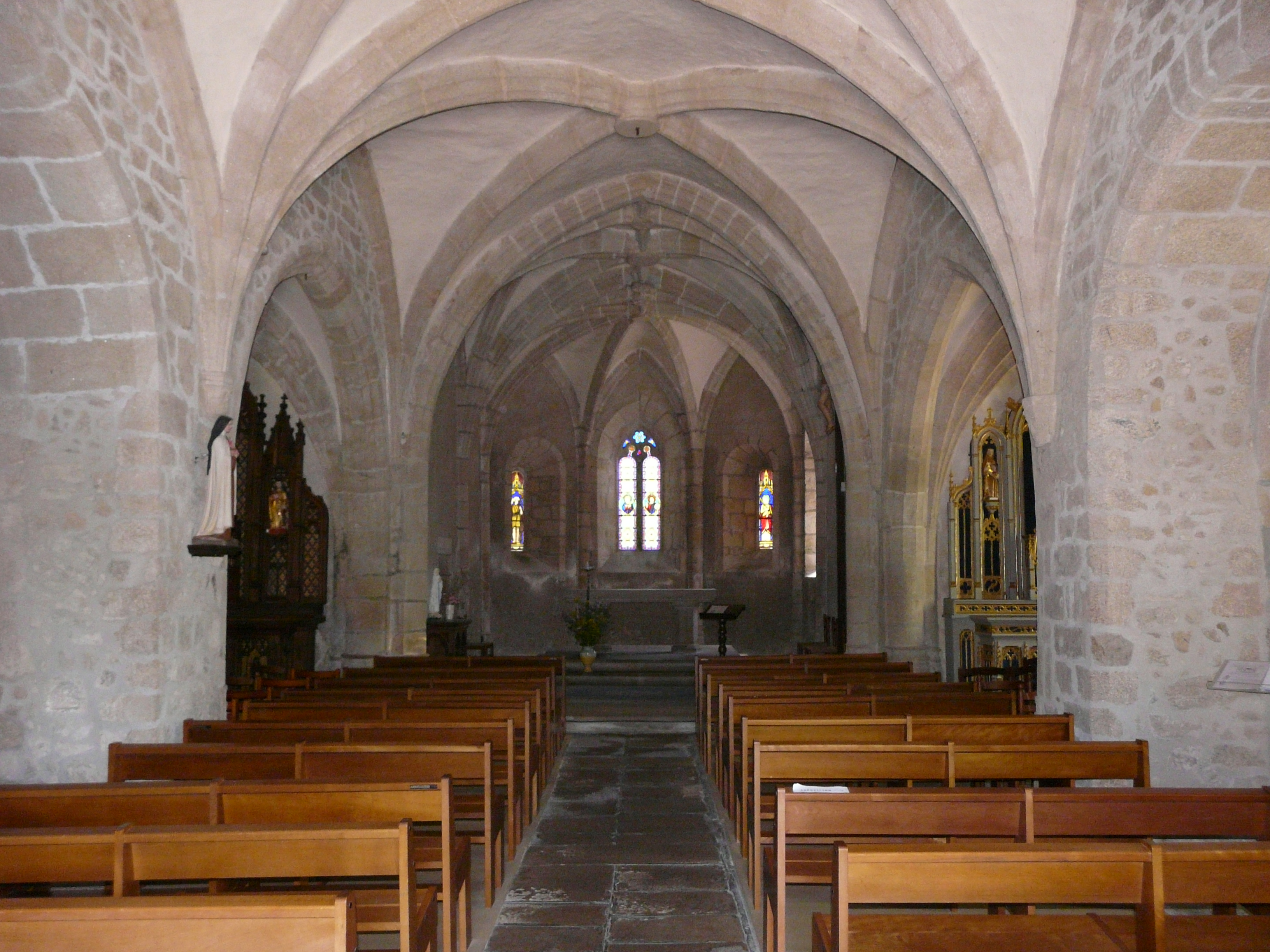
Sa nef.
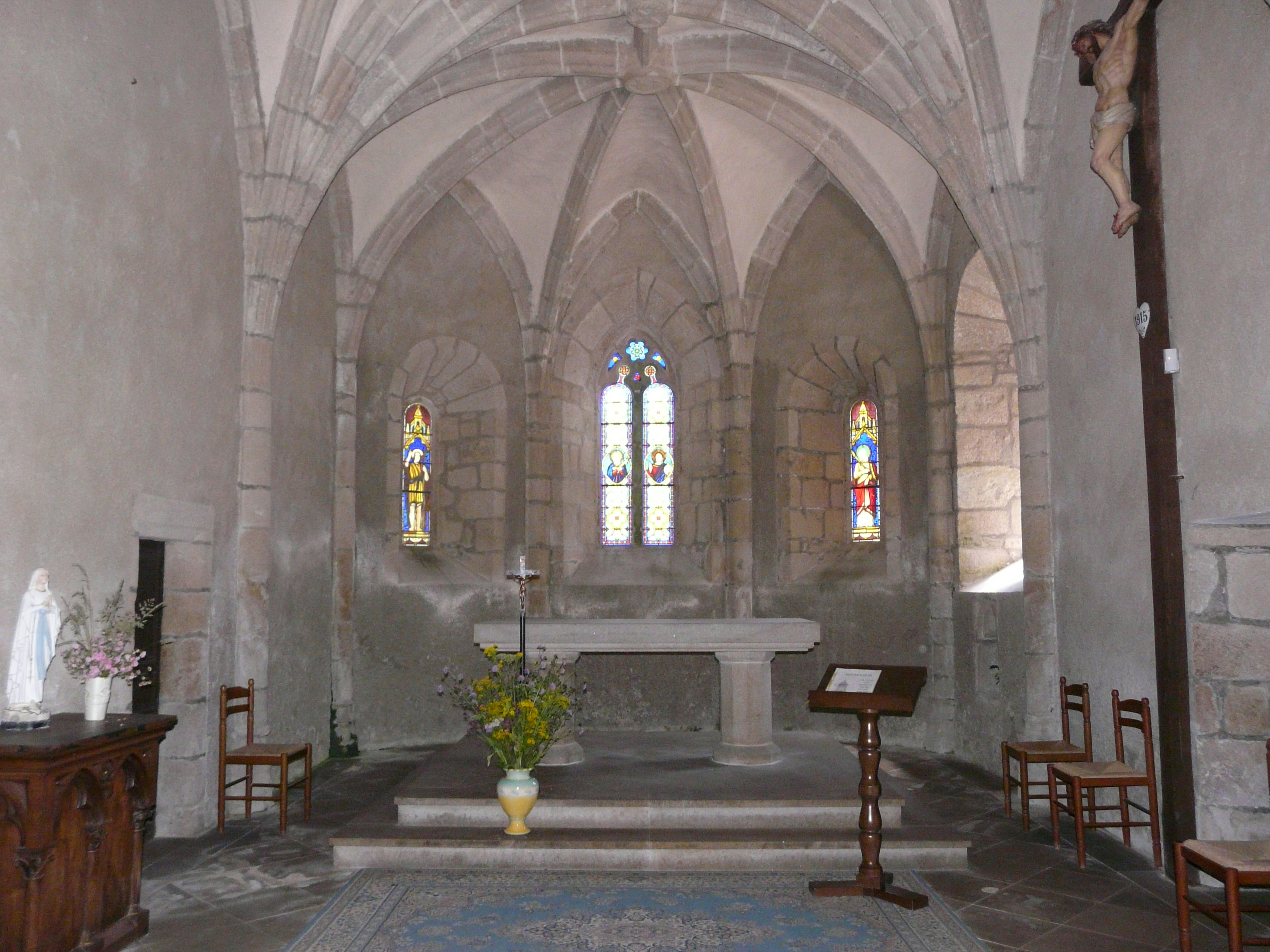
Le chœur.

### Héraldique
| Blason de Saint-Cirgues-la-Loutre | Blason  | D'or à une loutre de sable allumée du champ, frappée d'un marteau de gueules, au chef du même chargé d'une tour d'argent, maçonnée de sable, ouverte et ajourée du champ, accostée de deux merlettes aussi d'or. |
| Blason de Saint-Cirgues-la-Loutre | Détails | Armes parlantes. Le statut officiel du blason reste à déterminer. |